# Le Nouveau Messager
Le Nouveau Messager est un magazine protestant régional. Il couvre le territoire de l'Union des Églises protestantes d'Alsace et de Lorraine (UEPAL).
Le magazine est l'héritier de plusieurs périodiques, notamment Le Messager évangélique du dimanche, Le Messager ou encore Le Lien. En 2011, il devient un magazine bimestriel en couleurs de 32 pages, dont le tirage est d'environ 47 000 exemplaires. Des cahiers de secteur y sont encartés afin de diffuser les informations locales des paroisses de l'UEPAL. Son siège social se trouve à Strasbourg, dans l'enceinte du Stift.

## Histoire
En Alsace-Moselle, à la veille de la Seconde Guerre mondiale, trois périodiques incarnent les principaux courants du protestantisme : le Evangelisches Sonntagsblatt für Elsaß-Lothringen (d'orientation piétiste), le Evangelisch-lutherischer Friedensbote aus Elsaß-Lothringen (représentant le luthéranisme) et le Evangelisch-protestantischer Kirchenbote für Elsaß-Lothringen (de sensibilité libérale). 

Premier numéro du Messager évangélique du dimanche, datant du 29 octobre 1939.

En septembre 1939, alors que des milliers d'Alsaciens sont évacués dans le Sud-Ouest de la France, le directoire de l'Église de la confession d'Augsbourg trouve refuge à Périgueux, tandis qu'un second directoire s'installe à Barr, pour les protestants restés en Alsace. L'Église souhaite alors préserver l'unité intérieure du protestantisme alsacien lorrain et les liens entre les personnes. 
Le 29 octobre 1939 le pasteur André Birmelé de l'église Saint-Thomas, qui fait partie des exilés, lance à Sarlat (Dordogne) un titre bilingue, Le Messager évangélique du dimanche pour l'Alsace et la Lorraine / Evangelischer Sonntagsbote für Elsass und Lothringen, né de la fusion des trois titres existants et tiré à 4 000 exemplaires. Le 30e numéro paraît le 9 juin 1940, alors que les Alsaciens évacués rentrent chez eux. 
À la Libération, et jusqu'en 1970, les luthériens publient une édition bilingue du Messager évangélique de l'Église de la confession d'Augsbourg d'Alsace et de Lorraine, ainsi qu'une édition en langue française pour le Ban de la Roche, de 1949 à 1958, tandis qu'entre 1946 et 1970, les réformés éditent Le Messager évangélique de l'Église réformée d'Alsace et de Lorraine.
En 1970, les deux Églises luthérienne et réformée s'accordent pour créer un périodique commun, intitulé Le Messager évangélique (1970-2001). Entre septembre 2001 et mars 2011, un nouvel hebdomadaire est publié sous le titre Le Messager . 
Cependant le titre est aux prises avec des difficultés financières croissantes, avec une diffusion hebdomadaire de 6 000 numéros payants, contre 12 000 vingt ans plus tôt. En 2011, il prend son nom actuel : Le Nouveau Messager et devient un magazine bimestriel.

## Contenu

### Magazine général
Le Nouveau Messager propose un dossier thématique de 5 pages et différentes rubriques : des brèves sur l'actualité, un entretien, des reportages, des présentations d'initiatives régionales, mais aussi de la vulgarisation théologique, des éclairages philosophique ou psychologique, des réflexions spirituelles. 

### Éditions locales
Au magazine général s'ajoute un cahier en couleurs de 8, 12 ou 16 pages correspondant à un consistoire ou secteur protestants de l'UEPAL : 
- Barr
- Bouxwiller
- Colmar/Mulhouse
- Dettwiller
- Dorlisheim
- Haguenau
- Hatten
- Ingwiller
- Meinau/Illkirch/Neudorf
- Metz
- Munster
- Niederbronn
- Oberbronn
- Pfaffenhoffen
- Riquewihr
- Rothau
- Sarre-Union
- Schwindratzheim
- Soultz/Wissembourg
- Strasbourg/Robertsau
- Vendenheim
- Wasselonne
- Woerth

 (janvier 2020).

## Magazines publiés
2020
- Numéro 55/56, Juillet-Août : Que nous est-il permis d'espérer ? (édition spéciale crise du Covid-19)
- Numéro 54, Mars-Avril : Elections : à qui donnons-nous du pouvoir ?
- Numéro 53, Jan-Fév : Pourquoi faire des enfants ?

2019
- Numéro 52, Nov-Déc : Faire place au deuil.
- Numéro 51, Sep-Oct : Nouveaux visages de l’engagement, dans l’Église mais pas seulement.
- Numéro 50, Juil-Août : Pourquoi faisons-nous la fête ?
- Numéro 49, Mai-Juin : Quelle Europe pour demain ?
- Numéro 48, Mars-Avril : Les agriculteurs, entre impasses et innovations. En collaboration avec Carrefours d'Alsace.
- Numéro 47, Jan-Fév : Jésus, cœur de la foi chrétienne.

2018
- Numéro 46, Nov-Déc : Vieillir, entre refus et acceptation.
- Numéro 45, Sep-Oct : Vivre à toute vitesse, une fatalité ?
- Numéro 44, Juil-Août : Voyager autrement.
- Numéro 43, Mai-Juin : Couples et familles, évolutions ou révolutions ?
- Numéro 42, Mars-Avril : Chrétiens en entreprise. Comment ils conjuguent foi, éthique et défis économiques. En collaboration avec Carrefours d'Alsace.
- Numéro 41, Jan-Fév : Le transhumanisme, entre espoirs et risques.

2017
- Numéro 40, Nov-Déc : Dossier spécial protestants en fête - Qui sont les protestants aujourd'hui ?
- Numéro 39, Sep-Oct : La fraternité, entre idéal et réalité.
- Numéro 38, Juil-Août : Les animaux de compagnie, un peu, passionnément, à la folie.
- Numéro 37, Mai-Juin : Les protestants et la politique : dialogues & clivages.
- Numéro 36, Mars-Avril : 500 ans de Réformes, désirs d'unité. En collaboration avec Carrefours d'Alsace.
- Numéro 35, Jan-Fév : Les mystères du ciel.

2016
- Numéro 34, Nov-Déc : La prière, espace privilégié de respiration.
- Numéro 33, Sep-Oct : Faire face au diktat de la performance.
- Numéro 32, Juil-Août : Vive les jeux.
- Numéro 31, Mai-Juin : Sortir des sentiers battus.
- Numéro 30, Mars-Avril : Le jour se lève encore. En collaboration avec Carrefours d'Alsace.
- Numéro 29, Jan-Fév : Vivre Noël, en solo, en duo, en familles.

2015
- Numéro 28, Nov-Déc : Le travail, épanouissement ou galère ?
- Numéro 27, Sep-Oct : Que désirez vous , pour vous, votre famille, l’Église et la société ? En collaboration avec Carrefours d'Alsace, Les états généraux du christianisme, La Vie.
- Numéro 26, Juil-Août : Ces jardins qui font du bien.
- Numéro 25, Mai-Juin : Attentas, violence, racisme : ce que ça dit de nous.
- Numéro 24, Mars-Avril : Climat, tous concernés. En collaboration avec Carrefours d'Alsace.
- Numéro 23, Jan-Fév : Dieu tout puissant : vraiment ?

2014
- Numéro 22, Nov-Déc : Faire mémoire, pour quoi ?
- Numéro 21, Sep-Oct : Recherche bénévoles désespérément.
- Numéro 20, Juil-Août : 10 bonnes raisons de rire (même en Église).
- Numéro 19, Mai-Juin : Se ressourcer, un besoin vital.
- Numéro 18, Mars-Avril : (Bien) manger, une nouvelle religion ?
- Numéro 17, Jan-Fév : Jeunes, une foi qui fait bouger. En collaboration avec Carrefours d'Alsace.

2013
- Numéro 16, Nov-Déc : L'interreligieux, fragile et incontournable.
- Numéro 15, Sep-Oct : Superstition, quand tu nous tiens !
- Numéro 14, Juil-Août : Bien dans son corps, bien dans sa foi.
- Numéro 13, Mai-Juin : Quelles vocations pour aujourd'hui ?
- Numéro 12, Mars-Avril : Passion du Christ, passion de l'autre.
- Numéro 11, Jan-Fév : L'argent ne fait pas le bonheur... quoique ?

2012
- Numéro 10, Nov-Déc : Quand la vie est trop dure, comment faire face ?
- Numéro 9, Sep-Oct : Croire, est-ce bien nécessaire ?
- Numéro 8, Juil-Août : Sport et foi, même élan ?
- Numéro 7, Mai-Juin : De l'orgue à la batterie, la musique dynamise l’Église.
- Numéro 6, Mars-Avril : Carême, se priver ou pas, telle est la question.
- Numéro 5, Jan-Fév : Protestants et catholiques, je t'aime moi non plus.

2011
- Numéro 4, Nov-Déc : Contre vents et marées, espérer ?
- Numéro 3, Sep-Oct : Jeunes et vieux : nous avons tant de choses à nous dire.
- Numéro 2, Juil-Août : La marche : va, vis et avance !
- Numero 1, Mai-Juin : ZeBible, un livre à vivre.